# La Florida, Chontla
La Florida är en ort i Mexiko.   Den ligger i kommunen Chontla och delstaten Veracruz, i den sydöstra delen av landet, 240 km nordost om huvudstaden Mexico City. La Florida ligger 123 meter över havet och antalet invånare är 210.
Terrängen runt La Florida är platt åt nordväst, men åt sydost är den kuperad. Runt La Florida är det ganska tätbefolkat, med 67 invånare per kvadratkilometer. Närmaste större samhälle är Tamalín, 18,7 km öster om La Florida. Trakten runt La Florida består till största delen av jordbruksmark.